# Alexander Keith Marshall

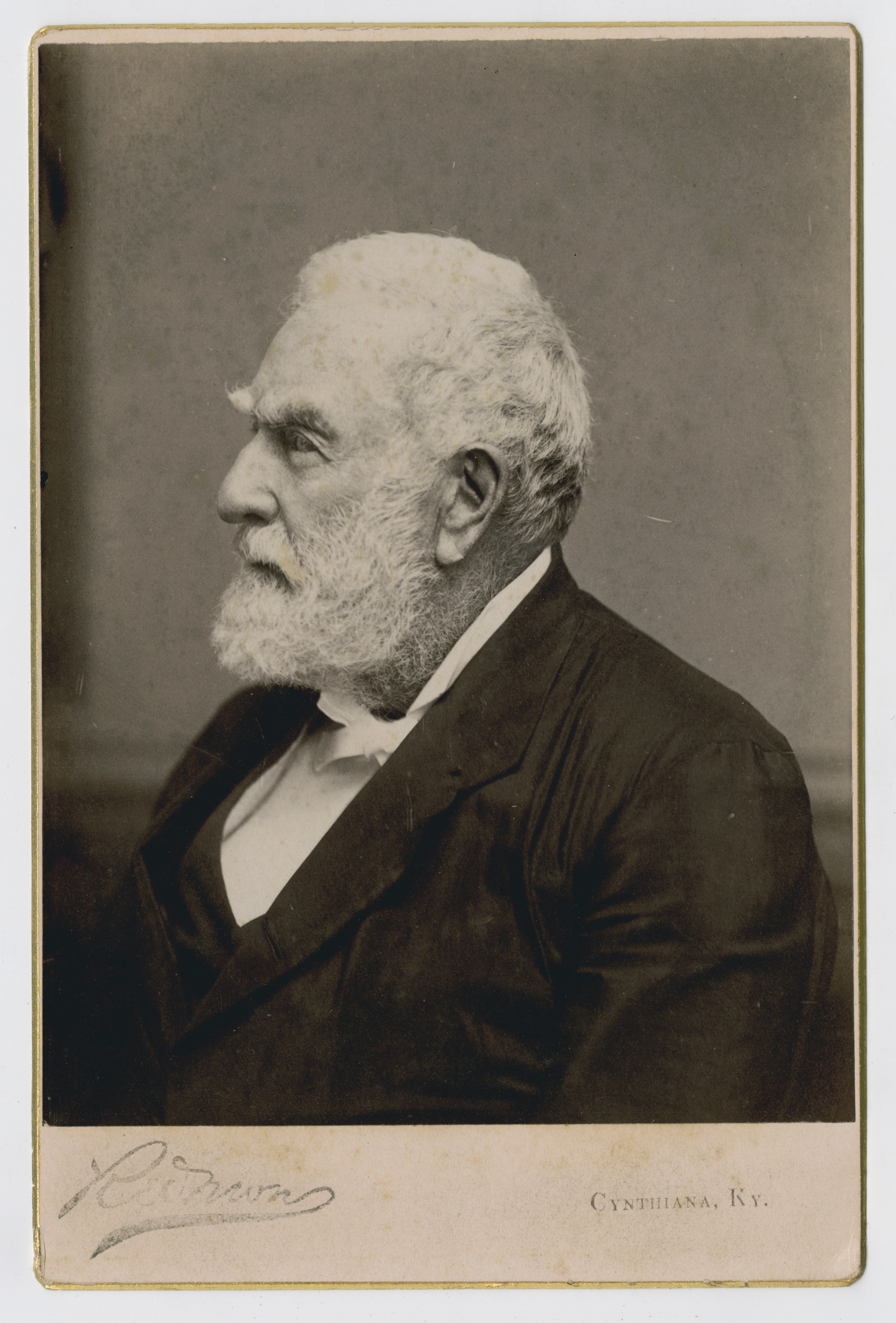
Alexander Keith Marshall (1885)

Alexander Keith Marshall (* 11. Februar 1808 bei Versailles, Kentucky; † 28. April 1884 bei East Hickman, Kentucky) war ein US-amerikanischer Politiker. Zwischen 1855 und 1857 vertrat er den Bundesstaat Kentucky im US-Repräsentantenhaus.

## Werdegang
Alexander Marshall besuchte die öffentlichen Schulen seiner Heimat. Danach ließ er sich in Nicholasville nieder. Nach einem anschließenden Medizinstudium an der University of Pennsylvania in Philadelphia und seiner 1844 erfolgten Zulassung als Arzt begann er in Nicholasville in diesem Beruf zu praktizieren. Im Jahr 1849 war Marshall Delegierter auf einer Versammlung zur Überarbeitung der Verfassung von Kentucky.
Bei den Kongresswahlen des Jahres 1854 wurde er als Kandidat der American Party im achten Wahlbezirk von Kentucky in das US-Repräsentantenhaus in Washington, D.C. gewählt, wo er am 4. März 1855 die Nachfolge von John C. Breckinridge antrat. Bis zum 3. März 1857 absolvierte er eine Legislaturperiode im Kongress, die von den Ereignissen im Vorfeld des Bürgerkrieges geprägt war. Nach seiner Zeit im US-Repräsentantenhaus zog Marshall für einige Zeit nach Missouri. Später kehrte er aber nach Kentucky zurück. Dort begann er im Fayette County in der Landwirtschaft zu arbeiten. Er starb am 28. April 1884 in der Nähe von East Hickman.